# Калнциемс
Калнциемс (произношение) (на латвийски: Kalnciems) е град в централна Латвия, намиращ се в историческата област Земгале и в административен район Йелгава. През 1991 Калциене получава статут на град.